# Airbus E-Fan
|  | Per a altres significats, vegeu «Airbus E-Fan X». |

L'Airbus E-Fan és un prototip d'avió elèctric biplaça desenvolupat per Airbus. El 14 de juliol del 2014 volà davant de mitjans d'arreu del món congregats a la Fira Aeronàutica Internacional de Farnborough (Regne Unit). El seu mercat objectiu havia de ser la formació de pilots, però l'abril del 2017 se'n cancel·là la producció. Tenia una velocitat de creuer de 160 km/h.